# جيان يانسون
جيان يانسون (28 سبتمبر 1944 ببيفيرن في بلجيكا - ) هو لاعب كرة قدم بلجيكي في مركز الهجوم. شارك مع منتخب بلجيكا لكرة القدم. أما مع النوادي، فقد لعب مع KSV Bornem ‏ وبيفيرين.

## وصلات خارجية
- جيان يانسون على موقع الاتحاد الأوربي (الإنجليزية)
- جيان يانسون على موقع الاتحاد البلجيكي (الإنجليزية)
- جيان يانسون على موقع قاعدة بيانات كرة القدم.إي يو (الإنجليزية)
- جيان يانسون على موقع ناشيونال فوتبول تيمز (الإنجليزية)
- جيان يانسون على موقع Soccerway.com (الإنجليزية)
- جيان يانسون على موقع عالم كرة القدم.نت (الإنجليزية)